# はぶて焼き
はぶて焼き（はぶてやき）とは広島県の郷土料理である。煮魚を焼いた料理。
嫁のはぶて焼き（よめのはぶてやき）とも呼ばれる。
「はぶてる」というのは広島の方言で、「ふくれっ面になる」「拗ねる」の意である。
煮魚は、焼くには崩れやすいために苦労するため、上手に焼けない若い嫁がはぶてる（ふくれっ面になる）ことから名付けられた。
使用する魚に特に決まりはない。例えば、西日本では高級魚とされるキュウセンは、小型の物は唐揚げ、南蛮漬けに、大型のものは刺身、塩焼きや煮付けにされるが、一度にたくさん煮て、残ったものを翌日にはぶて焼きにして食している。NEXCO西日本が山陽自動車道の宮島サービスエリア（下り線）で2017年に販売した「広島『はぶて焼き』丼」では、鯛、穴子、牡蠣が使用された。